# Silvano Pietra
Silvano Pietra är en ort och kommun i provinsen Pavia i regionen Lombardiet i Italien. Kommunen hade 668 invånare (2018).